# Griesson – de Beukelaer
Griesson–de Beukelaer GmbH & Co. KG (GdB) med hovedkvarter i Polch, Rheinland-Pfalz er en tysk bagerikoncern, der fremstiller kiks og snacks. Deres mærker inkluderer: Griesson, DeBeukelaer, Prinzen Rolle, Leicht&Cross og Wurzener.
I 1850 begyndte Edouard de Beukelaer at producere kiks.